# Chakra'Ca
《Chakra'Ca》는 대한민국의 음악 그룹인 샤크라의 두 번째 정규 음반으로, 2001년 3월 7일에 발매되었다. 타이틀 곡은 〈끝 (End)〉, 후속곡은 〈Oh! My Boy〉이다.

## 개요
- 《Chakra's Ringing Gingle Bells》에 이어 3개월 만에 발매하는 음반이다.
- 타이틀 곡 〈끝 (End)〉은 아프리카의 토속적 리듬에 인도의 피리 소리를 더한 역동적인 댄스 곡이다.[1] 활동 의상은 인도, 아프리카, 자메이카 등의 스타일을 현대적으로 재해석한 의상으로, 이혜영이 담당하였다.[2] 뮤직 비디오는 필리핀의 정글에서 촬영하였다.[3]
- 후속곡 〈Oh! My Boy〉는 라틴 댄스 곡이다.[1] 뮤직 비디오는 서울힐튼호텔에서 촬영하였다.[4]
- 3번 트랙 〈아니야〉는 유로댄스 리듬에 인도 전통 악기가 가미된 곡으로[1], 효과음이 반복되어 몽환적인 느낌을 준다.[5]
- 4번 트랙 〈사랑이여〉는 트리오 로스 판초스의 〈베사메 무초〉(Besame mucho)를 샘플링한 곡이다.[2]
- 6번 트랙 〈Dance * Queen〉은 복고풍의 디스코 멜로디가 인상적인 곡으로[5], 멤버들의 화음이 조화를 이루고 있다.[1]
- 7번 트랙 〈내 느낌!〉은 삼바에 재즈를 결합한 곡이다.[2]
- 8번 트랙 〈한 번만 더〉는 룸바 리듬에 라틴 기타를 결합한 곡이다.[6]
- 10번 트랙 〈그대라면...〉은 레게풍의 힙합 곡으로[2], 태국의 타악기가 사용되었다.[5]

## 평가
이즘의 지운은 이 음반이 아프리카의 타악기 리듬이나 이국적인 멜로디를 여러 곡에 차용한 점에서, 이상민의 프로듀싱 능력이 샤크라의 지난 음반들에 비하여 한 층 더 발전한 음반이라고 평가하였다. 그러나 샤크라가 무대에서 라이브 실력을 보여줌으로써, 일반적으로 서너 장의 음반을 낸 뒤 해체하는 댄스 음악 가수의 본질적인 한계를 벗어나야 한다고 의견을 밝혔다.
평론가 서영환은 타이틀 곡 〈끝 (End)〉의 가사 중 ‘end end, over over’ 하는 부분을 지적하면서, 이와 같이 10-20대 청자를 겨냥하여 무분별하게 영어를 남용하는 것은 지양하여야 한다고 주장하였다.

## 수록곡
| #            | 제목                      | 작사           | 작곡         | 편곡         | 재생 시간 |
| ------------ | ------------------------- | -------------- | ------------ | ------------ | --------- |
| 1.           | 〈Chakra'Ca (Intro)〉     |                | 김성태       | 김성태       | 1:50      |
| 2.           | 〈끝 (End)〉              | 이상민         | Justin       | Justin       | 3:42      |
| 3.           | 〈아니야〉                | 이상민, 김성일 | 신상근       | 신상근       | 3:54      |
| 4.           | 〈사랑이여 (베사메무초)〉 | 이상민, 정려원 | 김준환       | 김준환       | 3:45      |
| 5.           | 〈용기〉                  | 이상민         | 김성태       | 김성태       | 3:40      |
| 6.           | 〈Dance * Queen〉         | 이상민         | 김준환       | 김준환       | 3:35      |
| 7.           | 〈내 느낌!〉              | 이상민         | Justin       | Justin       | 3:42      |
| 8.           | 〈한 번만 더〉            | 이상민         | Uru          | Uru          | 4:36      |
| 9.           | 〈Oh! My Boy〉            | 이상민         | 신상근       | 신상근       | 3:26      |
| 10.          | 〈그대라면... (빌어요)〉  | 이상민         | 김성태       | 김성태       | 3:28      |
| 11.          | 〈주연은 너와 나〉        | 이상민         | 신상근       | 신상근, Euro | 3:43      |
| 12.          | 〈우리들의 이야기〉       | 이상민         | 신상근       | 신상근       | 4:12      |
| 총 재생 시간 | 총 재생 시간              | 총 재생 시간   | 총 재생 시간 | 총 재생 시간 | 43:33     |

## 수상 내역
| 연도   | 수상 내역                            |
| ------ | ------------------------------------ |
| 2001년 | - 끝 - 4월 29일 SBS 《인기가요》 1위 |

## 차트
| 차트 (2001)                                     | 최고 순위 |
| ----------------------------------------------- | --------- |
| 대한민국 (한국음반산업협회 월간 가요음반판매량) | 10        |